# 콜롬비아 국립 대학교
콜롬비아 국립대학교(스페인어: Universidad Nacional de Colombia)는 콜롬비아의 수도 보고타에 있는 콜롬비아 최초, 최대의 국립 종합대학이다. 1867년에 콜롬비아 국가연합 의회(Congreso de los Estados Unidos de Colombia)에 의해 설립되었다. QS 세계 대학 랭킹에 의하면 콜롬비아에서 가장 권위있는 교육 기관이다.
본 캠퍼스는 보고타에 위치하며, 메데진, 마니살레스, 팔미라, 아라우카, 레티시아, 투마코, 산 안드레스에도 캠퍼스가 있다. 총 학생 수는 49890 명이며, 학부생이 41340 명 석박사생이 8550 명으로 콜롬비아 내에서 가장 학생 수가 많은 대학이다.
여덟 개의 캠퍼스를 합쳐, 94 종의 학부 과정, 97 종의 준석사 과정, 38 종의 치.의학 전문 과정, 148종의 석사 과정과 54 종류의 박사 과정이 있다.

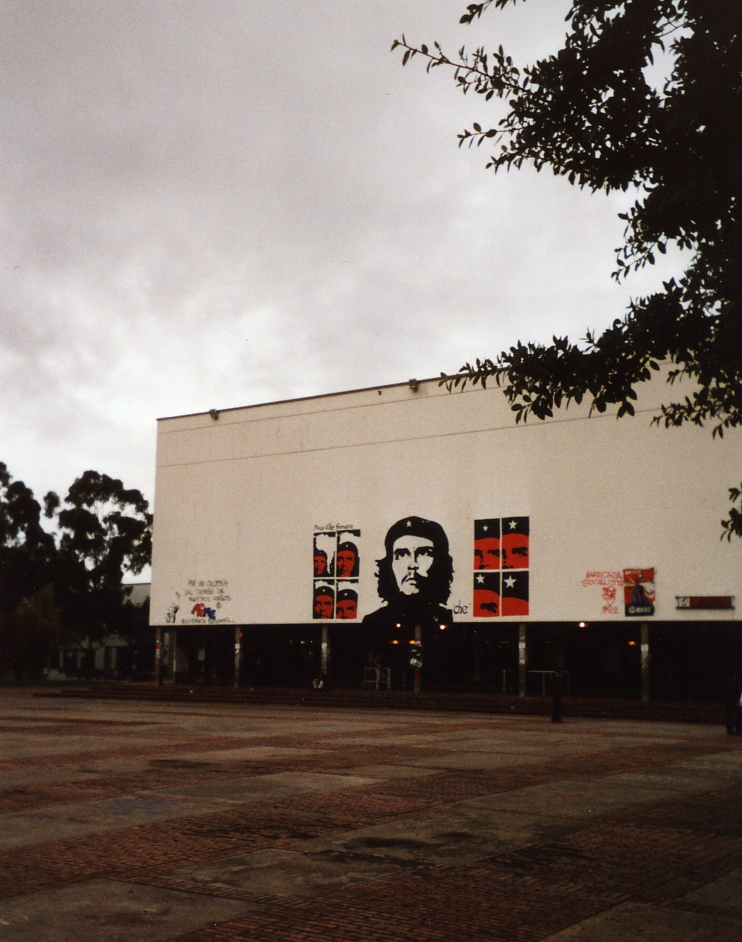
콜롬비아 국립대학교

## 링크 보기

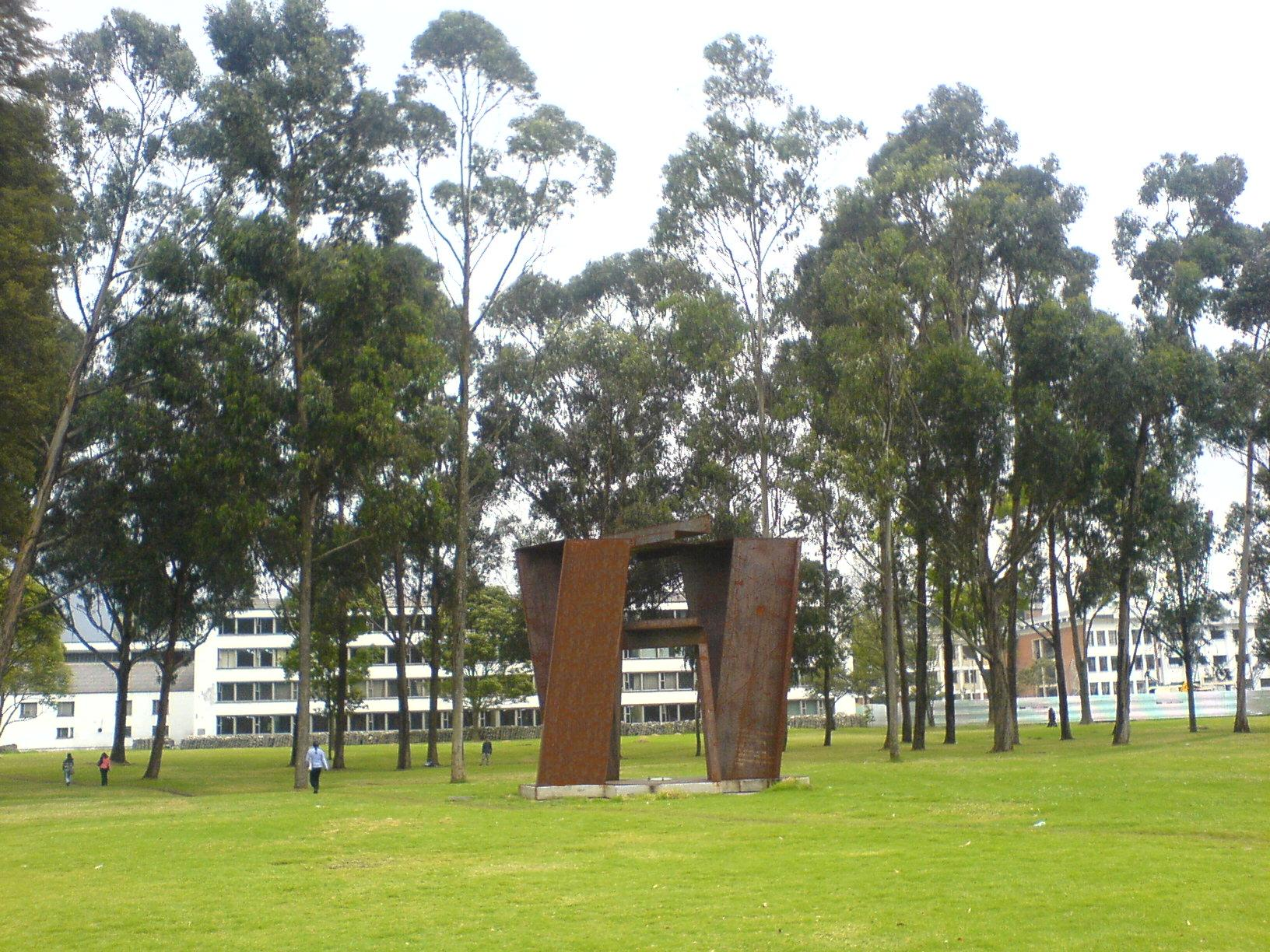
콜롬비아 국립 대학교

- National University of Colombia Main Page 보관됨 2007-06-10 - 웨이백 머신
- National University of Colombia OCW 보관됨 2020-11-30 - 웨이백 머신
- Medellín's campus
- Manizales' campus
- Palmira's campus
- Arauca's campus
- Leticia's campus 보관됨 2016-03-04 - 웨이백 머신
- San Andrés's campus
- National University's Art Museum 보관됨 2012-03-09 - 웨이백 머신
- Leopoldo Rother Architecture Museum